# Don Newcombe
Pour les articles homonymes, voir Newcombe.
Donald Newcombe, né le 14 juin 1926 à Madison (New Jersey) et mort le 19 février 2019 à Santa Monica[réf. souhaitée]
, est un joueur américain de baseball qui évolue en Ligue majeure de baseball de 1949 à 1960. 
Désigné meilleure recrue en Ligue nationale en 1949, vainqueur de la Série mondiale en 1955, du Trophée Cy Young en 1956 et du titre de MVP de la saison en 1956, ce lanceur partant compte quatre sélections au match des étoiles (1949, 1950, 1951 et 1955).

## Carrière

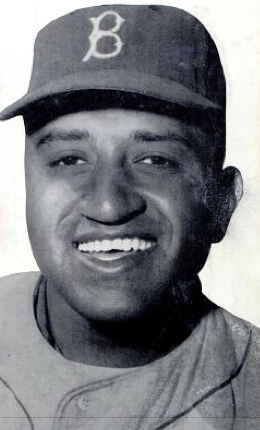
Don Newcombe en 1955.

Don Newcombe commence sa carrière professionnelle en Negro League chez les Eagles de Newark. Il enregistre 21 victoires pour 10 défaites lors de ces deux saisons chez les Eagles en 1944-1945.
Il signe un contrat avec l’organisation des Dodgers de Brooklyn dès 1946 et passe trois saisons en Ligues mineures avant d’être appelé en Ligue majeure le 20 mai 1949. Lors de son premier match, il réussit un blanchissage face aux Reds de Cincinnati (3-0). Il termine la saison avec 17 victoires pour 8 défaites. Pour compléter le tableau, Newcombe affiche les meilleures performances au bâton pour un lanceur de la Ligue nationale avec 22 coups sûrs pour 0,229 de moyenne. Il est désigné meilleure recrue en Ligue nationale avec 88 % des suffrages.
Il lance deux matches consécutifs face aux Phillies de Philadelphie le 6 septembre 1950. Il gagne le match de l’après-midi 2-0, puis enchaîne en soirée en restant sur le monticule lors des sept premières manches. Il quitte le jeu après avoir accordé deux points ; les Dodgers s’inclinent.
Il rate les saisons 1952 et 1953 pour remplir ses obligations militaires. De retour chez les Dodgers en 1954, il aide l’équipe à conquérir sa première série mondiale en 1955. Newcombre signe 27 succès pour 7 défaites en 1956 et hérite du Trophée Cy Young et du titre de MVP de la saison.
Il est transféré chez les Reds de Cincinnati le 15 juin 1958 contre plusieurs joueurs. 
Newcombe rejoint les Indians de Cleveland le 29 juillet 1960. Libéré par les Indians le 19 janvier 1961, il s'engage pour une saison en 1962 chez les Chunichi Dragons au Japon.
Après sa carrière de joueur, il rejoint le staff des Dodgers. Il est conseiller auprès du propriétaire de la franchise depuis mars 2009.